# کارل آنتون بیرکنس
کارل آنتون بیرکنس (انگلیسی: Carl Anton Bjerknes; ۲۴ اکتبر ۱۸۲۵ – ۲۰ مارس ۱۹۰۳) دانشمند در زمینه ریاضی‌دان و فیزیک‌دان اهل نروژ بود.
وی همچنین برندهٔ جوایزی همچون لژیون دونور شده‌است.